# Лобаново (Северо-Казахстанская область)
Лобаново (каз. Лобаново) — село в Айыртауском районе Северо-Казахстанской области Казахстана. Административный центр Лобановского сельского округа. Код КАТО — 593248100.
Основана как казачья станица в 1849 году на восточном берегу одноимённого озера.
Расстояние до областного центра — 278 км, расстояние до райцентра — 42 км.
Ранее находилось в составе Арык-Балыкского района Кокшетауской области.

## История

### Организация топографической экспедиции
По распоряжению Николая I летом 1847 года начались работы по выбору мест для ряда новых поселений Сибирского линейного казачьего войска в Киргизской степи. Эти работы были поручены командиром Отдельного Сибирского корпуса П. Д. Горчаковым обер-квартирмейстеру корпуса барону Сильверьельму (Сильвергельму — ?) и штабс-капитану корпуса топографов Кокоулину.
Экспедиция сделала инструментальную (топографическую) съемку пяти больших участков, наиболее удобных для основания новых казачьих поселений, в том числе станицы Лобановской, по критериям наличия лугов, пресной воды, строительного леса и т. д.
Будущая станица Лобановская (а также станицы Аиртавская и Чалкарская) должна была расположиться на участке № 3. В документах экспедиции давалось следующее описание:
«Находится в 60 верстах на юго-запад от приказа Кокчетавского и в 160 верстах на юг от крепости Становой. Южная часть сего участка перерезана горами Аир-тау и Барчин, а на остальном почти ровном пространстве разбросано несколько отдельных сопок. Участок этот содержит значительное количество пахотной земли, лугов, строевого и дровяного леса и удовлетворяет потребностям значительного населения.

Озеро Аир-тау (озеро Чалкар — современное название), лежащее на этом участке, изобилует рыбою; в настоящее время привлекает уже немалое число русских промышленников. Оно простирается в длину на 13, а в ширину на 3,5 версты; вода в нем несколько солоноватая, но годная к употреблению. Северный берег его немного возвышен и открыт, западный и восточный низменны; а южный высок, каменист и покрыт лесом; озеро Култук-куль (Лобаново) лежит к югу от озера Большого Аир-тау и имеет в окружности до 7 верст. Южный берег его открыт и несколько возвышен, а остальная же часть берегов лесиста. Вода в нем пресная и рыбы имеется в изобилии. На этом участке сверх вышеозначенных встречается еще довольно значительных по величине озер частию рыбных, с несколько солоновато-горькою водою».
Участок № 3 включал: 21 880 десятин пахотной земли (десятина — чуть больше гектара), 1878 дес. луга, 13 900 дес. леса, 507 дес. болота, 41 099 дес. неудобных земель, всего — 79 200 дес. Зимой на этом участке насчитывалось 119 казахских юрт.

### Переселение будущих жителей
В 1848 году центральной властью для военной и хозяйственной колонизации Киргизской степи было решено в течение 1849—1850 годов переселить на избранные командиром Отдельного Сибирского корпуса места 3600 душ мужского пола (или 1200 семейств) малороссийских казаков, войсковых обывателей, малоземельных крестьян из граничащих с Сибирью Оренбургской и Саратовской губерний. Каждая семья переселенцев должна была иметь не менее 2 работников, пару волов или лошадей. В пути до правого фланга Сибирской линии попечение о переселенцах возлагалось на министерство госимуществ, на линии они передавались в ведение войскового начальства.
Всем переселенцам предоставлялся ряд пособий и льгот: со стороны министерства госимуществ и казны — путевое пособие до мест водворения для найма проводников, подвод, на продовольствие в пути по 7 коп. в сутки на каждую душу, с них слагались все недоимки по податям, земским повинностям. Переселенцы должны были получить денежное пособие «для домообзаводства» — на строительство жилья по 30 руб. и приобретение скота и лошадей по 25 руб. на семейство. В течение льготных лет они обеспечивались продовольствием. Со стороны войска им выделялось зерно для посева (из расчёта на 2 дес. ржи, 1 дес. овса, 1 дес. ячменя на семью), с возвратом его через 3 года, им предоставлялась отсрочка от службы в течение двух лет со времени прибытия в новые поселения. Так как одной из задач переселения было развитие хлебопашества в Киргизской степи, то на каждую мужскую душу отводилось по 30 дес. земли.
Командованием отдельного Сибирского корпуса планировалось основать 12 новых поселений (на расстоянии 10—15 вёрст друг от друга), расположенных двумя группами: на юго-запад и юго-восток от Кокчетава. В каждую новую станицу планировалось направить по 1 офицеру, 2 урядника, 12 казаков, 300 крестьян-переселенцев мужского пола. Весной 1849 года началось переселение крестьян из Оренбургской и Саратовской губерний.
Шесть партий переселенцев с разницей в несколько дней (с 18 по 29 мая) отправились со сборных пунктов округов Оренбургской губернии: Мензелинского (Козмодемьянской волости деревень Верхний Акташ, Дербедень, Рождественской; Ерсубаевского общества деревень Малобагряши, Шумыша, Савалеево), Оренбургского (Белозерской волости сел Булановского, Васильевки), Челябинского (Кочердынской волости деревень Андреевки, Шумаково, Ваганово), Уфимского (Дуванской волости сел Дуванского, Тастубинского, деревни Кызыляр), Бугульминского (Спиридоновской волости деревни Абдикеевой; Дымской волости деревень Огородниковой, Большой Ефоновки), Бузулукского (Покровской волости Никольского сельского общества; Лабазинской волости деревни Скворцовки). Протяженность маршрутов следования составляла от 200 до 960 вёрст. Самый длительный маршрут был от г. Мензелинска (Мензелинск — Уфа — завод Богоявленский — Верхне-Авсяно-Петровский завод — Верхнеуральск — Троицк — ст. Алабугская — 43 дня пути).
Из Саратовской губернии вышло ещё 13 партий переселенцев (Новоузенского округа Новорепинской волости слободы Орлов Гай; Покровской волости слободы Покровской, сел Кокадей, Узморье, Торновки; Новотроицкой волости деревень Семеновки, Верхнего Плеса), прибывших в войско в августе-сентябре.
По жребию первым переселенцам досталось поселение при озере Арык-Балык (85 вёрст от Кокчетава), куда они выехали 25 июня в сопровождении сотника Пахомова. Всех переселенцев на местах уже ожидали прибывшие в конце мая из 1, 2, 3,4 полков урядники и казаки-инструкторы. Их кандидатуры отбирались командирами полков, с тем, чтобы «чины были хорошей нравственности, усердные по хозяйству, вполне знающие обязанности службы, а нижние чины все должны быть женатыми». В 1849 году в новые станицы переселилось 6 офицеров, 12 урядников и 72 казака. В качестве денежного пособия казакам выделялось по 7 руб., офицерам — по 100 руб.
В 1849 году были основаны 6 поселений: на южном берегу оз. Котур-куль (станица Котуркульская), при восточной оконечности оз. Чалкар (станица Аиртавская), при оз. Култуккуль (станица Лобановская), при оз. Арык-Балык (станица Арык-Балыкская), вниз по течению р. Бабык-Бурлук (станица Нижне-Бурлукская), вниз по течению р. Акан-Бурлук (станица Акан-Бурлукская).
17—19 партии в начале октября были размещены для перезимовки в станицах 3-го полка: Болыпевознесенской, Боголюбовской, Надеждиной, Новокаменской, Новобишкульской. Всего же в течение 1849 года в войско переселилось 459 семей (2166 душ обоего пола). Этнический состав переселенцев был самым разнообразным: среди них были русские, украинцы, мордва, поволжские татары.
Первыми поселенцами будущей станицы Лобановской были 1 офицер, 2 урядника и 12 казаков (с семьями) из числа казаков Пресногорьковской линии (1, 3, 4, 5 полков), направленных командованием на новое место жительства в мае—июне 1849 года.
6 сентября 1850 года из прибывших в новые кокчетавские станицы линейных казаков и крестьян-переселенцев был сформирован 10-й полк, командование которым было поручено войсковому старшине Казачинину. 2 декабря 1851 года полк был переименован в «Сибирским линейным казачий конный № 1 полк».

## Станица во 2-й половине XIX века

### Этнический состав
По официальным данным войсковой администрации, в 1879 году в Лобановской проживало 1485 душ обоего пола. Из них: русские — 476 человек (32,05 %), украинцы — 518 человек (34,88 %), белорусы — 462 человека (31,11 %), мордва — 29 человек (1,96 %).
В 1890 году, по данным клировых ведомостей, в Лобановской проживало 2242 душ обоего пола. Из них — 1120 мужского и 1122 женского. Количество дворов насчитывало 292 единицы.

### Хозяйственное обустройство
С 1854[уточнить] года — в составе Акмолинской области.
В 1863 году в станице Лобановской числилось 135 частных домов и 3 общественных строения. Станичное управление и школа занимали одноэтажное деревянное здание с 3 комнатами и 2 печами (длина постройки 8,5 саженей, ширина 3,5 саж.). Здание (как и другие общественные здания) построено в 1851 году из отпускаемых войском «фабричных материалов».
Станичный склад находился в деревянном сарае (длина — 13 саж., ширина — 4 саж.), имел навес для пожарного инструмента.
Также в станице было 3 водяных и 10 ветряных мельниц, 15 бань, 4 кузницы и 1 мост. Все постройки — деревянные.
В станице не было церковно-приходской школы. Начальные школы и двухклассные училища содержались на средства казачьих обществ и в административном отношении подчинялись войсковой или уездной (с конца 1860-х до 1891 г.) администрации.

### Самоуправление
В соответствии с Положением об общественном управлении в казачьих войсках (1870), действовавшем до 1891 года, каждое станичное общество для станичного самоуправления формировало станичный сход, состоявший из всех домохозяев станицы (то есть по одному представителю от двора, как правило, это были главы семейств). С 1891 шода — по одному представителю от десяти дворов.
Для проведения станичного схода, который собирался при станичном правлении, съезжались казаки из всех поселений станицы. Если поселки находились далеко, и не все домохозяева из них могли прибыть на сход, то разрешалось направить из этих поселений только доверенных лиц. При рассмотрении важнейших вопросов решение схода считалось действительным, если на сходе участвовало не менее 2/3 всех домохозяев станицы.

### Воинские повинности
Станица Лобановская входила в состав Первого (Кокчетавского) военного отдела Сибирского Казачьего Войска. В 1871—1880 годах порядок службы казаков был следующим: 2 года служили в полку, затем на 4 года выходили на так называемую льготу для занятия хозяйством, затем снова — на службу, и так несколько раз. Это было очень неудобно для казаков, так как они периодически бросали свои хозяйства.
При этом в этот период существовали категории «служилых» и «неслужилых» казаков. Каждый год 19-летних малолетков, годных к службе, стали делить на два разряда. Это осуществлялось с помощью процедуры жеребьевки на станичном сходе в присутствии представителя войсковой администрации (казаки сами тянули жребий). Войсковое начальство заранее определяло число казаков, необходимых для пополнения строевых частей. Вытянувшие жребий с надписью «служить» зачислялись в служилый разряд и начинали готовиться к выходу в строевые части, принимали присягу и на год освобождались от всех повинностей. За этот год они должны были подготовить за собственный счет все необходимое для службы. Те, кто вытягивал жребий «не служить», зачислялись в разряд неслужилых казаков, пожизненно освобождались от военной службы, и в течение 22 лет, пока их сверстники не вышли в отставку, должны были вносить в войсковую казну денежный сбор в размере 10 руб. За пользование землей, как и служилые казаки, они должны были также нести все земские повинности.
В 1880 году был введён новый порядок отбывания воинской повинности (по образцу Донского войска), который делился на три этапа (разряда):
1. приготовительный (3 года) — казак проходил первоначальную военную подготовку в станице;
2. строевой (12 лет) — первые 4 года он был на действительной службе в полку первой очереди, затем возвращался домой и зачислялся в полки 2-й (4 года) и 3-й (4 года) очереди, которые формировались только в случае необходимости, например, мобилизации войска на войну. Тогда каждый военный отдел выставлял по 3 полка (1-й, 2-й и 3-й очереди). 1-й отдел, к которому и относилась станица Лобановская, выставлял 1-й, 4-й и 7-й полки (2-й отдел — 2, 5, 8 полки, 3-й отдел — 3, 6, 9 полки). Казаки, 12 лет состоявшие в строевом разряде, назывались строевыми.
3. запасной (5 лет). После 20 лет службы казак увольнялся в отставку.

Казаки станицы Лобановской были в числе участников Русско-японской войны 1904—1905 гг. и Первой мировой войны.

### Отправление религиозных культов
В 1863 году в Лобановской была построена высокая деревянная церковь во имя Покрова Пресвятой Богородицы.
В конце 1880-х — начале 1890-х годов жители трёх крупных казачьих селений Кокчетавского уезда — станицы Лобановской и поселков Аиртавского и Чалкарского, несмотря на наличие в каждом из них своего православного храма, были вынужденно объединены в один приход (с 1875 года Покрова Пресвятой Богородицы, Чалкарский и с 1879 Святого и Чудотворца Николая, Аиртавский). Всеми тремя храмами заведовал один настоятель Лобановской церкви, который совершал богослужения в этих селениях по очереди — один раз в месяц (и это при том, что в поселке Аиртавском существовала община староверов). Священники не состояли на службе в войске (получали только жалованье от войска) и присылались в приходы начальством Омской епархии, которому и подчинялись.

## Лобаново в период гражданской войны. Мятеж 1921 г
14 декабря 1919 года был создан Лобановский сельский совет.
В 1921 году станица Лобановская стала одним из центров Западно-Сибирского восстания 1921—1922 годов.
Причиной восстания стали реквизиции со стороны «большевиков-коммунистов».
18—19 февраля 1921 года под лозунгами «Довольно разверсток!», «Долой коммунистов!» поднялись станицы к западу и юго-западу от Кокчетава: Лобановская, Аиртавская, Имантавская, Арык-Балыкская, Верхне-Бурлукская, Нижне-Бурлукская, Якши-Янгизставская и Акан-Бурлукская. Энергия вспышки восстания была такова, что коммунисты сразу же потеряли контроль над большей частью Кокчетавского уезда.
Однако довольно быстро большевики мобилизовали силы — из советских войск, действовавших под Петропавловском, была выделена Южная группа под командованием чрезвычайного уполномоченного Сибревкома Е. В. Полюдова. Она и сыграла решающую роль в разгроме кокчетавского очага Западно-Сибирского восстания. Постепенно части повстанцев были оттеснены в сторону казачьих станиц, в том числе Лобановской.
12 марта 1921 года части 233-го стрелкового полка атаковали Лобановскую. Согласно советской сводке, повстанцы здесь проявили «необыкновенное упорство и ожесточение», в цепях защитников станицы были не только мужчины, но и женщины, дети. Вооружение повстанцев было минимальным, в ход шли даже подручные средства: вилы, дубины и т. п. Станица была взята, но потери в Красной Армии были велики — 40 человек убито, 90 ранено (до этого ни в каких других боях, имея численное и техническое превосходство Красная Армия столько не теряла).
Станичники предприняли несколько контратак, активность повстанцев прекратилась только 14 марта 1921 года. Точных данных о погибших станичниках нет — приблизительно свыше 900 человек (совместно с потерями в станицах Чалкарской и Имантавской).

## Лобаново в период Великой Отечественной войны

Памятник погибшим воинам в 1941-45 гг., Лобаново

Большое количество лобановцев были активными участниками боевых действий Великой Отечественной войны.
285 человек не вернулось с фронта. Большое количество погибших лобановцев пришлось на первые годы войны.
Многие из них числятся пропавшими без вести.
Те, кто остались в тылу, активно работали на победу в колхозах.
Одним из крупнейших колхозов в Арык-Балыкском районе, где работали лобановцы, был колхоз им. И. В. Сталина.
C момента образования Кокчетавской области 16 марта 1944 года село вошло в состав Арык-Балыкского района Кокчетавской области.

## Лобаново: наши дни (1992—2008)
В соответствии с Законом Республики Казахстан «О досрочном прекращении полномочий местных Советов народных депутатов» от 11 декабря 1993 года Лобановский сельский совет прекратил свои полномочия.
В 1999 году усилиями школьников и учителей в Лобановской школе был организован вечер, посвящённый 150-летию села.
К середине 2008 года Лобаново являлось центром Лобановского сельского округа. Округ включает в себя 4 административно-территориальные единицы: село Альжан, село Заря, село Шалкар, село Лобаново. Территория округа — 43 000 га.
Численность населения сельского округа на 1 января 2008 года составляла 3010 человек, в том числе по национальному составу: казахи — 1565, русские — 1144, другие национальности — 301.
Глава Лобановского округа — Олещук Владимир Михайлович, работает в должности с июня 2016 года.
В связи с малым объёмом работ в селе к началу 2020-х годов потомки казаков в большинстве своём переехали в Россию, Германию, Украину и другие страны. Оставшиеся жители существуют в основном за счёт собственных огородов и даров природы.

## Население
В 1999 году численность населения села составляла 1439 человек (676 мужчин и 763 женщины).
По данным переписи 2009 года, в селе проживало 1483 человека (712 мужчин и 771 женщина).

## Село Лобаново в литературе
Село Лобаново и его жителей описывал в своих произведениях Василий Васильевич Антонов (1923—1984). Наиболее известен его сборник рассказов «Если останетесь живы…». — Алма-Ата: 1962. — 164 стр.